# Crannóg im Lough-Na-Crannagh

Crannóg im Lough-Na-Crannagh

Der Crannóg im Lough-Na-Crannagh bei Ballycastle im County Antrim in Nordirland ist einer der seltenen Crannógs, die auf natürlichen Inseln liegen und mit noch etwa 0,9–1,2 m hohen Mauern umgeben sind. Ein weiteres Beispiel dieser Art ist Doon Fort im Lough Doon im County Donegal.
Der Lough-na-Crannagh (irisch Loch na Crannóige, „See des Crannógs“) ist ein kleiner See in einer Mulde am Fair Head an der Nordküste von Antrim. Er enthält den einzigen ummauerten Crannóg in Nordirland. Seine Form ist oval mit 25 bis 30 m Durchmesser. Sein bemerkenswert guter Zustand kann das Ergebnis seiner abseitigen Lage sein, aber es ist wahrscheinlicher, dass er bis in sehr späte Zeit benutzt und mehrfach rekonstruiert wurde. Auf der Nordseite bilden zwei Reihen von Felsblöcken unter der Wasserlinie einen kleinen Hafen. Die 1886 gemachte Ausgrabung durch McHenry erbrachte nur Feuerstein und Tierknochen.
Mehrere hundert (geschätzt werden 3000) Crannógs sind aus Irland, von den Hebriden, von Orkney, den Shetlandinseln und vom schottischen Festland bekannt. Ein Exemplar, der Llan-Gors Crannóg, wurde 1868 in Wales im Llangorse Lake gefunden. Obwohl einige in der Bronzezeit entstanden, scheinen die meisten aus dem frühen Mittelalter zu stammen und zum Teil darüber hinaus genutzt worden zu sein.
Etwa 200 Meter entfernt in Coolanlough liegt die Ruine eines Wedge Tombs. Etwa 500 Meter südlich liegt das Passage Tomb von Cross. Etwa 950 Meter südöstlich des Crannóg liegen die Reste des Court Tomb von Cloghafadd.